# Rena Owen
Rena Owen (Bay of Islands, 22 de julio de 1962) es una actriz neozelandesa, más conocida por haber interpretado a Macy Fields en la serie Medivac.

## Biografía
Rena es hija de un maorí y de Cynthia, una pakeha, y tiene ocho hermanos.
Estudió enfermería y trabajó cuatro años como enfermera; sin embargo, lo dejó después de que se mudara a Inglaterra. Se graduó del European Film Business School en 2006.
En 2002 se casó con el norteamericano Olo Alailima, un consultor de seguridad; sin embargo, el matrimonio terminó en 2007.

## Carrera
En 2002 apareció en la película Star Wars: Episode II - Attack of the Clones, donde prestó su voz para el personaje de Taun We. En 2003 apareció en las películas Pledge of Allegiance y en Nemesis Game, donde dio vida a Emily Gray. En 2005 apareció en la película Star Wars: Episode III - Revenge of the Sith, donde interpretó a Nee Alavar.
En 2011 apareció como invitada en varios episodios de la serie Shortland Street, donde dio vida a Hine Ryan. En 2012 se unió al elenco de la serie The Straits, donde interpretó a Kitty Montebello.

## Filmografía
Series de televisión
| Año         | Serie             | Personaje         | Notas                     |
| ----------- | ----------------- | ----------------- | ------------------------- |
| 2012        | The Straits       | Kitty Montebello  | 10 episodios              |
| 2009, 2011  | East West 101     | Mere Hahunga      | 2 episodios               |
| 2011        | Shortland Street  | Hine Ryan         | 8 episodios               |
| 2009        | Fear Clinic       | Madre de Brett    | episodio "Hydrophobia"    |
| 2009        | Prison Break      | Shu C.O.          | episodio "Free"           |
| 2002        | Angel             | Dinza             | episodio "Ground State"   |
| 2001        | Gideon's Crossing | Tara, la Cirujana | episodio "Flashpoint"     |
| 2000        | Dark Knight       | Bruja             | episodio "Golden Bird"    |
| 1996 - 1998 | Medivac           | Macy Fields       | 48 episodios              |
| 1996        | G.P.              | Hilary Harper     | episodio "Fire and Water" |
| 1995        | High Tide         | Cara Gibson       | episodio "Regarding Joey" |
| 1990 - 1991 | Shark in the Park | Ngaire            | 11 episodios              |
| 1990        | Betty's Bunch     | Shirley Gardner   | -                         |

Películas
| Año  | Título                                             | Personaje             | Notas |
| ---- | -------------------------------------------------- | --------------------- | --- |
| 2015 | The Last Witch Hunter                              | Glaeser               | junto a Vin Diesel, Rose Leslie & Elijah Wood                                                                        |
| 2014 | Tierra de guerreros                                | Abuela                | junto a James Rolleston, Lawrence Makoare, Te Kohe Tuhaka, Xavier Horan, George Henare, Raukura Turei & Mere Boynton |
| 2013 | The Well                                           | Claire                | junto a Haley Lu Richardson & Max Charles                                                                            |
| 2011 | Snitch                                             | Jueza Irwin           | junto a Edward Furlong, Grace Johnston, Rick Ravanello & Brian Krause                                                |
| 2011 | Alyce                                              | Danielle              | junto a James Duval, Eddie Rouse & Yorgo Constantine                                                                 |
| 2009 | Spout                                              | Oma                   | corto - junto a Brandon Hirsch, Jossara Jinaro & Tristen Bice-Bey                                                    |
| 2009 | Veronika Decides to Die                            | Enfermera Josephine   | junto a Sarah Michelle Gellar, Jonathan Tucker, Erika Christensen & Florencia Lozano                                 |
| 2009 | Piece of My Heart                                  | Kat                   | junto a John Bach, Michelle Blundell & Mark Clare                                                                    |
| 2008 | Amusement                                          | Psiquiatra            | junto a Katheryn Winnick, Laura Breckenridge, Jessica Lucas & Reid Scott                                             |
| 2008 | A Beautiful Life                                   | Sam                   | junto a Dana Delany, Debi Mazar, Jonathan LaPaglia, Walter Perez & Ronnie Blevins                                    |
| 2008 | Ocean of Pearls                                    | Anna Berisha          | junto a Omid Abtahi, Heather McComb, Ron Canada, Frank Zieger & Navi Rawat                                           |
| 2008 | Finding Red Cloud                                  | Barfly                | junto a Eddie Kehler, Melissa Sullivan, Michael Wayne James & John Billingsley                                       |
| 2006 | The Horrible Flowers                               | Linda                 | junto a Alex Baker, Ozzy Benn & Charles Brin                                                                         |
| 2006 | Leela                                              | Madre                 | corto - junto a Sam Golzari & Todd Thomas                                                                            |
| 2006 | The Iron Man                                       | Dolores               | junto a Kathryn Fiore, Natasha Melnick, Nick Nicotera & William McNamara                                             |
| 2005 | Freezerburn                                        | Lee                   | junto a Edoardo Ballerini, Luca Calvani, Peter Dobson & David Faustino                                               |
| 2005 | Mee-Shee: The Water Giant                          | Norma                 | junto a Bruce Greenwood, Daniel Magder, Charles Mesure & Joel Tobeck                                                 |
| 2005 | Star Wars: Episode III - Revenge of the Sith       | Nee Alavar            | junto a Natalie Portman, Ewan McGregor, Hayden Christensen & Kee Chan                                                |
| 2005 | The Crow: Wicked Prayer                            | Mary                  | junto a Yuji Okumoto, Tara Reid, David Boreanaz, Edward Furlong & Emmanuelle Chriqui                                 |
| 2004 | Pear ta ma 'on maf                                 | Guerrera              | junto a Sapeta Taito & Voi Fesaitu                                                                                   |
| 2003 | Nemesis Game                                       | Emily Gray            | junto a Carly Pope, Ian McShane, Adrian Paul, Brendan Fehr & Jay Baruchel                                            |
| 2003 | Pledge of Allegiance                               | Madre de Mac          | junto a Freddy Rodríguez, Carmine Giovinazzo & Jason Loughridge                                                      |
| 2002 | sIDney                                             | Clarissa              | corto - junto a Ismet Prcic, Scott Labuda, Aaron Keit & Annie Oelschlager                                            |
| 2002 | Star Wars: Episode II - Attack of the Clones       | Taun We               | junto a Ewan McGregor, Hayden Christensen & Natalie Portman                                                          |
| 2001 | Soul Assassin                                      | Karina                | junto a Skeet Ulrich, Kristy Swanson, Derek de Lint & Antonie Kamerling                                              |
| 2001 | Artificial Intelligence: AI                        | Vendedora de Entradas | junto a Haley Joel Osment & Jude Law                                                                                 |
| 2000 | All-American Girl: The Mary Kay Letourneau Story   | Soona Fualaau         | junto a Penelope Ann Miller, Omar Anguiano, Mercedes Ruehl & Janet-Laine Green                                       |
| 2000 | Her Iliad                                          | Lena                  | corto - junto a Andrew Clarke & James Heyward                                                                        |
| 1999 | What Becomes of the Broken Hearted?                | Beth Heke             | junto a Temuera Morrison, Rudolph Alford & Julian Arahanga                                                           |
| 1999 | I'll Make You Happy                                | Mickie                | junto a Michael Hurst, Jennifer Ward-Lealand, Lucy Lawless & Mark Raffety                                            |
| 1999 | 9 Across                                           | -                     | corto - junto a Vincent Ball                                                                                         |
| 1998 | When Love Comes                                    | Katie                 | junto a Dean O'Gorman, Sophia Hawthorne & Simon Westaway                                                             |
| 1998 | Dance Me to My Song                                | Rix                   | junto a Heather Rose, Joey Kennedy & John Brumpton                                                                   |
| 1995 | The Call Up                                        | Emily Broughton       | junto a Kim Michalis & Vanessa Rare                                                                                  |
| 1995 | Savage Play                                        | Takiora               | junto a Peter Bland, James Fleming & Paris Jefferson                                                                 |
| 1994 | Once Were Warriors                                 | Beth Heke             | junto a Temuera Morrison, Mamaengaroa Kerr-Bell, Julian Arahanga & Cliff Curtis                                      |
| 1994 | Rapa Nui                                           | Hitirenga             | junto a Jason Scott Lee, Esai Morales, Sandrine Holt & Cliff Curtis                                                  |
| 1994 | Hinekaro Goes on a Picnic and Blows Up Another O.' | Hinekaro              | corto - junto a Rima Te Wiata, Minette Meder & George Boyle                                                          |

Videojuegos
| Año  | Título                        | Personaje | Notas                           |
| ---- | ----------------------------- | --------- | ------------------------------- |
| 2009 | Prison Break: The Final Break | Shu C.O.  | prestó su voz para el personaje |
| 2005 | Star Wars: Republic Commando  | Taun We   | prestó su voz para el personaje |

Productora y directora
| Año  | Título                   | Notas                          |
| ---- | ------------------------ | ------------------------------ |
| -    | Behind The Tattooed Face | productora & escritora         |
| 2009 | Spout                    | corto - productora & directora |

Teatro
| Año  | Obra            | Personaje | Teatro           | Notas |
| ---- | --------------- | --------- | ---------------- | ----- |
| 2009 | Pohutukawa Tree | -         | Auckland Theatre | -     |

## Premios y nominaciones
| Año  | Categoría                                                      | Premio                             | Serie/Película      | Resultado |
| ---- | -------------------------------------------------------------- | ---------------------------------- | ------------------- | --------- |
| 2012 | Best Guest or Supporting Actress in a Television Drama         | AACTA Award                        | East West 101       | Nominada  |
| 2011 | Outstanding Actress                                            | Monte Carlo TV Festival Award      | East West 101       | Nominada  |
| 2011 | Best Performance by a Supporting Actress in General Television | General TV Award                   | Shortland Street    | Ganadora  |
| 1998 | Best Supporting Female Actress                                 | FCCA Award                         | Dance Me to My Song | Nominada  |
| 1998 | Best Performance by an Actress in a Supporting Role            | AFI Award                          | Dance Me to My Song | Nominada  |
| 1995 | Best Actress                                                   | International Fantasy Film Award   | Once Were Warriors  | Ganadora  |
| 1994 | Best Actress (junto a Helena Bergström)                        | Montréal World Film Festival Award | Once Were Warriors  | Ganadora  |
| 1994 | Best Actress                                                   | Festival Award                     | Once Were Warriors  | Ganadora  |